# Phù Dung Đạo Khải
Phù Dung Đạo Khải (zh. 芙 蓉 道 楷 fúróng dàokăi, ja. fuyo dōkai; 1043-1118), còn gọi là Đạo Giai, là Thiền Sư Trung Quốc đời Tống, Tổ thứ 8 của Tông Tào Động, pháp tử của Thiền Sư Đầu Tử Nghĩa Thanh. Dưới sự hoằng hóa của Sư, Tông Tào Động dần dần phát triển và lan rộng ảnh hưởng ra nhiều nơi. Đệ tử đắc pháp của Sư rất nhiều, trong đó có Thiền Sư Đan Hà Tử Thuần, Lộc Môn Tự Giác và Khô Mộc Pháp Thành.

## Cơ duyên và hành trạng
Sư họ Thôi, quê ở Nghi Thủy, Nghi Châu (nay là huyện Nghi Thủy, tỉnh Sơn Đông).  Ban đầu Sư học Nho giáo. Sau đó lại đi học huyền thuật của Đạo Giáo như thuật nhịn ăn. Sau biết là tà đạo, Sư liền bỏ mà học Phật rồi xuất gia ở chùa Thuật Đài tại kinh đô.
Sau, Sư đến tham học nơi Thiền Sư Đầu Tử Nghĩa Thanh. Một hôm, Sư hỏi: "Lời dạy của Phật Tổ giống như việc ăn uống thường ngày trong nhà, ngoài việc này ra còn có điều gì khác chăng?" Hoà thượng Đầu Tử hỏi: "Ông cho rằng trong thiên hạ này sắc lệnh của thiên tử còn giả được vua Nghiêu, Thuấn, Vũ, Thang chăng?" Sư định trả lời liền bị Đầu Tử quất phất trần vào miệng và bảo: "Ông mà khởi ý, ta sẽ cho ba mươi gậy nữa đấy!" Ngay đó, Sư bỗng nhiên đại ngộ, lễ bái rồi ra đi. Hoà thượng Đầu Tử nói vọng theo: "Quay lại đây Xà- lê!" Sư đi thẳng một mạch, chẳng thèm đoái hoài. Hoà thượng Đầu Tử lại hỏi: "Ông không còn nghi ngờ chứ?" Sư bịt tai và tiếp tục đi.
Sau khi đắc pháp, Sư từ giã thầy đến cư trú ở Thiều Sơn, hằng ngày thường sống với cọp beo. Đến năm thứ năm niên hiệu Nguyên Phong (1082), Sư trở về Nghi Châu và bắt đầu truyền bá đạo pháp tại núi Tiên Động. Kế đến, Sư trụ ở núi Đại Dương. Nhờ đó, Tông Tào Động được thịnh hành miền Tây Bắc, Trung Quốc.

Niên hiệu Sùng Ninh năm thứ hai (1103), Sư trụ trì tại Sùng Ninh Bảo Thọ Thiền Viện (zh. 保壽禪院) ở núi Đại Hồng (zh. 大洪山).
Năm sau, vua ra chiếu mời Sư trụ trì tại Thiền viện Thập Phương Tịnh Nhân ở Đông Kinh. Đến niên hiệu Đại Quan năm đầu (1107), vua lại sai Trung sứ đến áp đặt Sư trụ trì ở Thiên Ninh tự, không được phép từ chối. Năm sau, vua hai lần ban tặng tử y và danh hiệu Định Chiếu Thiền Sư cho Sư nhưng Sư đều từ chối không nhận. Vì thế, mùa đông trong năm, Sư bị vua đày đến Chuy Châu, tỉnh Sơn Đông. Tại đây, Sư vẫn an nhiên sống không chút lay động.
Đến năm 1111, vua tỉnh ngộ lỗi lầm trước bèn thả Sư ra.  Sau khi được thả, Sư ngao du đến các nơi như Thiên Thai, Nhạn Đãng rồi về thăm lại quê xưa. Thấy cha đã già yếu, Sư bèn ở gần để tiện đường thăm non. Có vị quan tên Xu Mật Lưu Công dựng am ở cạnh hồ Phù Dung cho Sư ở. Sư xây cất chổ này thành một tùng lâm lớn và chuyên tâm hoằng dương Thiền pháp.
Năm thứ tám niên hiệu Chính Hòa (1118) ngày 14 tháng 5, Sư cầm bút viết bài kệ:
Hán văn
吾年七十六
世緣今已足
生不愛天堂
死不怕地獄
撒手橫身三界外
騰騰任運何拘束
Phiên âm
Ngô niên thất thập lục
Thế duyên kim dĩ túc
Sinh bất ái thiên đường
Tử bất phạ địa ngục
Tán thủ hoành thân tam giới ngoại
Đằng đằng nhậm vận hà câu thúc.
Dịch nghĩa
Ta tuổi bảy mươi sáu
Duyên đời nay đã đủ
Sinh chẳng thích thiên đường
Chết chẳng sợ địa ngục
Buông tay đi ngang ngoài tam giới
Mặc tình vươn bảng nào buộc ràng.
Viết kệ xong, Sư thị tịch, thọ 76 tuổi, hạ lạp 42 năm. Pháp ngữ của Sư được lưu lại trong bộ Phù Dung Giai Thiền Sư Ngữ Yếu (zh. 芙蓉楷禪師語要, 2 quyển).

## Pháp ngữ
Sư thượng đường nói: "Phàm người xuất gia vì chán trần lao cầu thoát sinh tử, thôi tâm dứt niệm cắt vin theo, gặp thanh gặp sắc như hoa trồng trên đá, thấy lợi thấy danh như bụi rớt trong mắt. Vì từ vô thủy đến giờ, những cái ấy đâu chẳng từng trải qua, cần gì lại nhọc nhằn tham luyến? Hiện nay chẳng dứt còn đợi chừng nào? Thời nay dứt sạch lại còn việc gì? Nếu được trong tâm vô sự thì Phật Tổ vẫn là oan gia, tất cả thế sự tự nhiên lạnh nhạt, mới là phù hợp bên này... Các ngươi đâu chẳng thấy, Ẩn Sơn đến chết chẳng chịu tiếp người. Triệu Châu đến chết chẳng biên thơ cho đàn việt, thà lượm trái giẻ trái lật mà ăn. Đại Mai lấy lá sen làm áo. Chỉ Y Đạo Giả mặc y phục bằng giấy. Thượng tọa Huyền Thái chỉ mặc bằng bố. Thạch Sương nơi nhà Cây khô (chúng tọa thiền yên lặng như cây khô) cùng người ngồi nằm, chỉ cần chết hẳn tâm của các ngươi. Đầu Tử sai người nấu cơm lẫn khoai rồi đồng ăn, cốt được tỉnh việc của các ngươi. Các bậc thánh từ trước có những gương cao đẹp như thế, nếu không có chỗ đặc biệt làm sao chịu nổi. Chư nhân giả! Nếu hay nơi đây thể cứu thì chẳng thiếu thốn điều gì, bằng chẳng chịu thừa đương về sau e phải phí nhiều khí lực".